# 瑞和洋行
瑞和洋行（英語：Noel, Murray & Co. Ltd.）是原先位于上海租界的西商拍卖行，经营拍卖、股票经纪、佣金代理等业务。曾在四川路、新康路、汉口路、广东路等处营业。
瑞和洋行是1891年由西商老糯而（George W. Noël）所创立的。1899年前，他与原怡和洋行的职员默里（W. C. Murray）合伙。1905年左右，该行股东、丹麦人冯德尔自立门户，创办了同样经营拍卖等业务的宝和洋行。1906年之前，瑞和洋行改组成立有限公司。1910年代，儒而（Ed. W. Noël）出任董事、总经理。后在香港注册为英商公司。叶琢堂在此担任过总买办兼董事。麦丁（Hugh Martin）曾任常务董事，纳善（A. P. Nazer）、俞才元曾任董事。